# 明曇憘
明昙憘字永源，平原鬲人。南朝宋官員。

## 生平
明昙憘的生平不見于正史。其人系出平原明氏，為東海太守明儼之孫，蒼梧太守明歆之之子。其家族屬於北魏攻陷劉宋青州、齊國地區後南遷的青齊民之一。明昙憘最初沒有應州縣辟舉，後受朝廷征召奉朝請。歷任寧朔將軍、員外郎帶武原令（南徐州南彭城郡）。“帶”僅僅是遙領，明氏並未實際赴任。元徽二年，已擔任員外散騎侍郎，劉休范叛亂，明昙憘參加平亂的戰鬥，跟隨張敬兒入宮，于元徽二年（474年）五月二十六日戰死。冬十一月二十四日于僑置臨沂縣戌辟山下葬。在今南京棲霞山、甘家巷北一帶。明昙憘夫人平原劉氏，冀州刺史劉乘民之女。後妻夫人略陽垣氏，樂安太守垣闡之女。

## 墓葬
1972年1月，明昙憘之墓在南京太平門外被一紅旗生產隊發現。其位置在甘家巷北3.5公里處的一座無名小土山南麓。出土各式陶器、青瓷碗多件，並有一方完好的墓志銘，為中華人民共和國建國以來六朝出土墓葬中最完好的墓志銘。墓志銘的史料價值較高，展現了平原明氏與清河崔氏、平原劉氏、渤海封氏等家族的聯姻政治集團。也為南朝僑置的臨沂縣提供了地理位置信息。《明曇憘墓志》現藏南京博物院。